# 엠파이어 여우조연상
엠파이어 여우조연상(영어: Empire Award for Best Supporting Actress)은 영국의 잡지 《엠파이어》에서 매년 주최하는 엠파이어상의 부문 중 하나로, 그 해 공개된 영화에서 조연을 맡은 가장 뛰어난 여자 배우에게 수여되는 상이다. 수상자는 《엠파이어》지 구독자들의 투표로 정해진다. 2014년 제19회 엠파이어 시상식 때 남우조연상과 같이 처음으로 수여되었으며, 첫 수상자는 《블루 재스민》의 샐리 호킨스였다.
2014년 제19회 엠파이어 시상식까지 총 1명의 배우에게 수여되었다.

## 수상자
수상자와 수상 작품을 굵은 글씨로 적고 그 밑에 다른 후보를 적는다.

### 2010년대
| 연도        | 배우              | 영화                      | 출처  |
| ----------- | ----------------- | ------------------------- | ----- |
| 2014 (19회) | 샐리 호킨스       | 《블루 재스민》           | [ 1 ] |
| 2014 (19회) | 에반젤린 릴리     | 《호빗: 스마우그의 폐허》 | [ 1 ] |
| 2014 (19회) | 제니퍼 로런스     | 《아메리칸 허슬》         | [ 1 ] |
| 2014 (19회) | 루피타 뇽오       | 《노예 12년》             | [ 1 ] |
| 2014 (19회) | 미아 바시코프스카 | 《스토커》                | [ 1 ] |